# Товариство пересувних художніх виставок
Товариство пересувних художніх виставок (рос. Товарищество передвижных художественных выставок), скорочено передвижники — творче ідеологічне об'єднання художників Російської імперії, в тому числі й українських, що було створено й активно діяло в останній третині XIX століття.
В естетичному плані члени Товариства цілеспрямовано протиставляли себе і свої творчі пошуки, а також спосіб популяризації творчості представникам офіційного академізму. Певний вплив на передвижницький рух мали подібні художні течії у Західній Європі, романтизм та ідеї народництв. Свою діяльність передвижники будували на засадах кооперації.
Передвижництво несло велику просвітницьку роль, мало велику кількість послідовників і в цілому здійснило значний вплив на розвиток мистецтва Російської імперії та України.

## Історія
1863 року 14 юнаків, найкращих випускників Імператорської академії мистецтв Петербурга, на чолі з Іваном Крамським демонстративно покинули навчальний заклад після того, як їм відмовили у праві самостійно вибрати теми дипломних робіт. «Бунт чотирнадцятьох» виявився першим випадом проти академічної традиції, що відірвалася від реальності. Об'єднання майстрів реалізму в одну когорту — Петербурзьку артіль художників — стало переворотом в академічному російському мистецтві. Ідея про нове призначення живопису — відображувати блиск і вбогість суспільства повною мірою — стала єдиною для учасників культурного заколоту.
У 1869 московські живописці Григорій Мясоєдов, Василь Перов, Костянтин Маковський, Іларіон Прянишников і Олексій Саврасов запропонували активістам Артілі об'єднатися і створити художнє товариство нового типу, яке, виконуючи просвітницьку місію, організовувало б безкоштовні пересувні виставки (звідси й назва — передвижники, див. також ходіння в народ, народництво, хлопоманство) у різних куточках Російської імперії. Через рік новостворене Товариство пересувних виставок офіційно зареєстровано. У різний час до його складу входили понад сто художників, серед яких Василь Перов, Іван Крамськой, Володимир Маковський, Микола Ґе, Олексій Саврасов, Іван Шишкін, Архип Куїнджі, Віктор Васнецов, Ілля Рєпін, Ісаак Левітан. Звільнившись від регламентації і опіки Академії мистецтв у створенні, демонстрації та реалізації своїх творів, вони організували внутрішнє життя Товариства на кооперативних засадах, розгорнули освітню діяльність.
За 53 роки свого існування (до розпаду в 1923 році) передвижники провели 48 виставок у Петербурзі, Києві, Москві, Харкові, Одесі, Казані, Ризі й інших містах.
Два десятиліття успішної діяльності Товариства змусили забути про його «хуліганське» коріння: петербурзький конфлікт академістів і заколотників став частиною історії мистецтва. Реалізм і народність, які пронизують передвижницькі картини, були визнані новим, прогресивним витком розвитку живопису. Іван Толстой, віце-президент Академії мистецтв у Петербурзі, який одним із перших усвідомив послаблення позицій традицій сучасного йому живопису, запропонував колишнім «ізгоям» викладацькі посади. Таким чином, 1894 року вчителями академії стали Рєпін, Маковський, Шишкін і Куїнджі. Будучи вже прославленими майстрами пейзажу, вони навчали нове покоління живописців цього мистецтва, що зміцнило свої позиції як самостійний жанр.
Примітно, що ще за життя більшість учасників Товариства мали визнання і в народі, і в середовищі панівного класу й були досить заможними. Особливу, якщо не найбільш значущу, роль відіграв у цьому знаменитий купець, меценат і шанувальник живопису Павло Третьяков. З 1856 року він почав збирати колекцію картин у нині прославленій галереї в Лаврушинському провулку Москви. До кінця XIX століття бути виставленим у Третьяковці нарівні з Василем Верещагіним, Василем Полєновим і Володимиром Боровиковським вважалося особливим шиком.
Третьяков приятелював із багатьма живописцями, вкладаючи значну частину своїх статків у їхні твори. В одного тільки Маковського Павло Іванович особисто придбав понад 30 робіт. Його галерея, що стрімко розросталася, лише за три десятиліття стала культовим музеєм Російської імперії і щонайменше ще на сотню років закріпила за іменами представлених у ній живописців статус народних улюбленців і геніїв.

### Період 1870–1890-х
В період свого розквіту в 1870–1890-х творчість передвижників розвивалася убік усе ширшого охоплення життя, все більшої природності та свободи зображення. На зміну дещо скутій та сухуватій манері письма темними фарбами приходять вільна широка манера, передача навколишнього середовища за допомогою світлої палітри, рефлексів, кольорових тіней; різноманітнішою та вільнішою стає композиція картини, що відображала прагнення художників до якнайбільшої природності зображення, до відтворення живого зв'язку людини з довкіллям, природою. У творчості передвижників реалізм досяг у російському образотворчому мистецтві своєї кульмінації. Новаторське мистецтво передвижників служило також засобом демократичного, суспільного, етичного та естетичного виховання, сприяло розвитку демократичного руху, зростанню революційних настроїв.

### 1890-ті й подальша доля
У 1890-х до складу Академія мистецтв увійшли помітні члени Товариства (Рєпін, Маковський, Шишкін та ін.). До передвижників належали художники з України, Латвії, Вірменії і ін. країн, що зробили великий внесок на розвиток своїх національних художніх шкіл по шляху реалізму, народності і демократичних ідеалів. Величезне значення для розвитку російського. реалістичного мистецтва мала педагогічна діяльність передвижників (В. Р. Перов, І. Е. Рєпін, В. Е. Маковський, І. Н. Крамськой, А. Д. Саврасов, А. І. Куїнджі, Д. А. Савіцький, В. Д. Поленов, М. К. Грандковський і ін.). На рубежі ХІХ–ХХ століть мистецтво низки передвижників стало втрачати глибину віддзеркалення життя, викривальний пафос. Товариство втрачало колишній суспільний вплив, але основне ядро передвижників до кінця зберегло вірність реалізму і демократичним ідеалам. У 1890–1900-х рр. у творчості групи передвижників з'являлися соціалістичні ідеї (М. О. Касаткін, Л. Ст Попов, С. В. Іванов й ін.). Частина передвижників увійшли до совєцької художньої культури. Товариство передвижників остаточно розпалося 1923 року. Його члени влилися переважно до АМРР.

## Характеристика стилю
Порвавши з канонами та естетикою академізму, мистецтво передвижників мало за основу метод реалізму. Передвижники звернулися до зображення життя та історії народу, рідної країни, її природи. Прагнучи служити своєю творчістю інтересам народу, вони прославляли його велич, силу, мудрість і красу, засуджували соціальне гноблення, важкі умови життя. У гуманістичному мистецтві передвижників знайшли відображення засудження російських самодержавних порядків, співчутливе зображення представників революційних та демократичних рухів. Характерні для передвижників картини відрізнялися великою силою психологізму і соціального узагальнення, високою майстерністю типізації, умінням через окремі образи та сюжети представляти цілі класи і стани. Провідними жанрами в мистецтві передвижників були побутовий жанр і портрет. Значний розвиток отримали також історичний жанр та пейзаж; у картинах на євангельські сюжети втілювалися актуальні етично-філософські проблеми.

## Головні представники
До його складу в різні часи входили (окрім ініціаторів) І. Ю. Рєпін, В. І. Суріков, В. Є. Маковський, І. М. Прянішников, О. К. Саврасов, І. І. Шишкин, Ст М. Максимов, К. А. Савіцкий, А. М. і В. М. Васнецови, А. І. Куїнджі, В. Д. Поленов, Н. А. Ярошенко, І. І. Левітан, Сєров Валентин і ін. Учасниками виставок Товариства були М. М. Антокольський, В. В. Верещагин, А. П. Рябушкин і ін. Велику роль в розвитку мистецтва передвижників грав критик демократичних поглядів В. В. Стасов; Третьяков Павло, комплектуючи свою галерею творами передвижників, надавав їм важливу матеріальну й моральну підтримку.
| Ім'я художника           | Відомі твори, вперше показані на пересувних виставках |
| ------------------------ | ----------------------------------------------------- |
| І. Ю. Репін              |                                                       |
| В. І. Суриков            |                                                       |
| Г. Мясоєдов              | «Сам с собою, или Игра в шахматы»                     |
| М. Н. Дубовской          |                                                       |
| В. Є. Маковський         |                                                       |
| І. М. Прянишников        |                                                       |
| О. К. Саврасов           |                                                       |
| І. Шишкін                |                                                       |
| В. М. Максимов           |                                                       |
| К. А. Савицький          |                                                       |
| A. M. Васнецов           |                                                       |
| В. М. Васнецов           |                                                       |
| А. І. Куїнджи            |                                                       |
| П. І. Келін              |                                                       |
| В. Д. Полєнов            |                                                       |
| М. О. Ярошенко           | - «Курсистка»                                         |
| Р. С. Левицький          |                                                       |
| І. І. Левитан            |                                                       |
| В. А. Сєров              |                                                       |
| О. М. Корін              |                                                       |
| А. Ю. Архипов            |                                                       |
| В. А. Суренянц           |                                                       |
| В. К. Бялиніцький-Бируля |                                                       |
| О. В. Моравов            |                                                       |
| І. М. Крамськой          | - Христос у пустелі, 1872                             |
| Н. П. Богданов-Бельский  |                                                       |
| В. Г. Перов              |                                                       |
| Д. А. Колупаєв           |                                                       |